# Покана за наемник
„Покана за наемник“ (на английски: Invitation to a Gunfighter) е американски уестърн на режисьора Ричард Уилсън, който излиза на екран през 1964 година.

## Сюжет
Ветеранът от Конфедерацията Мат Уивър се завръща у дома в Ню Мексико след Гражданската война и открива, че фермата му е била продадена от безскрупулен банкер на име Брустър, докато бъдещата му годеница Рут се е омъжила за друг човек, докато той е на война. Отсъствието на Уивър позволява на Брустър да склони жителите на града към собствените си фанатизирани предразсъдъци, расизъм и корумпирани методи, всичко това, за да може да получи финансов и безпрекословен контрол над града. Уивър, който вече знае много добре какъв е Брустър, изтръгва контрола върху фермата си чрез неправомерна употреба на сила. Това води до смъртта на съпруга на двойката, живееща във фермата, която им е продадена от Брустър.
Уивър получава помощ само от мексиканските жители на града, които винаги са имали добри отношения с него. Въпреки че на пръв поглед изглежда, че съпругът на Рут и други симпатизанти на Съюза в града показват омраза към вярността на Уивър към бунтовниците по време на войната, в действителност това е само фасада за по-дълбоки социални и лични проблеми, които засягат белите жители на града. Има расизъм и вродена безпомощност към гражданския дълг и социалното сближаване помежду им с небелите съжители на града, а именно мексиканците. Градът се обръща срещу Уивър и Брустър търси да наеме стрелец, за да се отърве от Уивър. Чернокожият френски стрелец на име Жул Гаспар д'Естен пристига и решава да остане в града, след като неговият дилижанс пристигна за почивка и забелязва отдалече привлекателната Рут. Джулс, който по-късно учи невежия град как да произнася правилно името му на френски, плаши платения стрелец, изпратен от Брустър, и решава да се заеме със задачата да убие Уивър – поне така вярват жителите на града.
Самият той не е непознат за злоупотребите с расизма (с чернокожа майка и бял заможен южняшки баща), Джулс е отгледан в културна среда, владее английски и френски, научен е да свири на клавесин, външно изглежда ерудиран, с добър външен вид и маниери, но възпитан да познава своето креолско място. Той се заема да разбере какво всъщност се случва в града и защо има смъртоносна злоба срещу Уивър. Неочаквано Джулс започва да впечатлява някои жители на града със своите джентълменски маниери, прояви на цивилизованост и лични форми на справедливост. Дори печели някои от тях. Докато се влюбва в озлобената Рут, която се чувства предадена от Уивър, защото я е изоставил, за да отиде на война и в крайна сметка се омъжва за мъж, когото не е обичала. Джулс открива, че сега той не иска да убие Уивър, а просто да си тръгне и то с Рут. Джулс разказва на Рут за себе си и въпреки че Рут намира много за възхищение в него, тя му казва, че няма да тръгне с него.
Разочарован от отхвърлянето на Рут, Джулс буйства в града, но не безразсъдно. Той се насочва към фирмите, които представляват това, което не е наред и което е явно гадно за града. Коварно, Брустър използва ръководството на града, за да сключи мир с Уивър, като признава за нечестното отнемане на фермата му. Той връща на Уивър нотариалния акт за фермата и предлага мир, но само при условие, че Уивър се справи със стрелеца, който в момента опустошава града. Уивър се колебае, но Брустър безскрупулно използва Рут, като казва, че Джулс, който е застрелял съпруга и, в момента е сам с нея. Уивър, който все още обича Рут, е ядосан и се съгласява да сключи мир с града и да тръгне след Джулс. Докато Уивър пристига в града, Джулс се готви да си тръгне. Джулс е предупреден от вече сприятелилите се мексиканци, че идват проблеми.
В този момент Уивър пристига и има напрегнато противопоставяне между двамата. Скоро на Уивър става ясно какви са намеренията на Джулс и Брустър разбира това: той се промъква до тях двамата и се опитва да застреля Джулс. Чува се вълна от изстрели, сред които Уивър, Брустър и Джулс, но само Джулс е сериозно прострелян. Той е отслабен, но все още контролира ситуацията и принуждава Брустър да падне на колене, да се извини и да признае всичките си престъпления. Сега на всички става ясно за какво всъщност е бил Жул; той беше ръката на възмездието и изкуплението. Джулс умира преди Брустър да успее да завърши атестацията си, но Уивър го принуждава да продължи; Брустър вади пистолет и Уивър го застрелва. Целият град, бели и мексиканци, заобикаля Джулс и всички заедно отнасят тялото му, за да бъде погребано, докато Рут и Уивър се хващат за ръце и следват заедно.

## В ролите
| Актьор         | Роля                        |
| -------------- | --------------------------- |
| Юл Бринър      | Жул Гаспар д'Естен          |
| Дженис Рул     | Рут Адамс                   |
| Джордж Сегал   | Мат Уивър                   |
| Пат Хингъл     | Сам Брустър                 |
| Алфред Райдър  | Док Баркър                  |
| Клифърд Дейвид | Крейн Адамс                 |
| Майк Келин     | ветеран от Съюза на слепите |
| Брад Декстър   | Кенарси                     |
| Бърт Фрийд     | шерифа                      |
| Стродър Мартин | Фидлър                      |